# Kittel

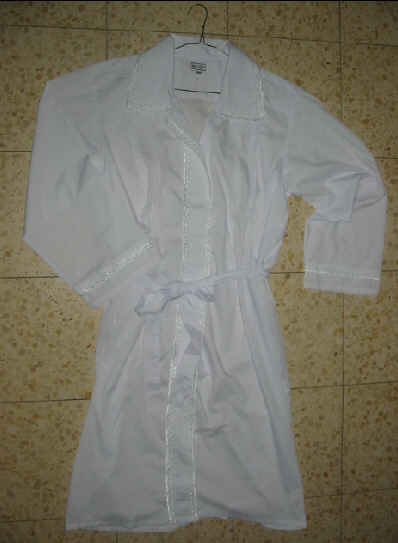
Kittel

Il kittel, scritto anche kitl, (yiddish: קיטל, tunica, veste, cfr. tedesco Kittel "tuta da lavoro, accappatoio") è una tunica bianca che serve come sudario di sepoltura per ebrei. Viene anche indossato in occasioni speciali dagli ebrei aschenaziti. Nell'Europa occidentale questo indumento è chiamato Sargenes. La parola Sargenes è correlata all'antico francese Serge e al latino Serica.

## Descrizione
Il kittel, o sargenes, viene usato come sudario di sepoltura, indumento semplice che assicura l'uguaglianza di tutti nella morte. Poiché la Legge ebraica richiede che i morti siano sepolti in una bara con niente altro che gli essenziali indumenti di lino, il kittel non ha tasche.
Il kittel viene anche indossato dagli uomini sposati durante lo Yom Kippur e qualche volta per il Rosh haShana. Indossare il kittel durante le grandi Festività ebraiche è simbolicamente connesso col suo uso come sudario di sepoltura, al verso: "i nostri peccati diventeranno bianchi come neve" (Libro di Isaia 1:18).
Molti ebrei indossano il kittel anche quando conducono il Seder di Pesach. In alcune comunità, il cantore lo indossa nel corso di speciali funzioni dell'anno, come per esempio la prima notte del periodo delle Selichot, il settimo giorno della festa di Sukkot (nota anche come Hoshanah Rabbah), le preghiere
Musaf dello Sheminì Azeret e il primo giorno della Pesach, quando si recitano le preghiere per la pioggia (Tefilat HaGeshem) e rugiada (Tefilat HaTal). Secondo certe tradizioni, lo sposo indossa un kittel nel giorno del matrimonio.
Il colore bianco simbolizza la purezza, il che ne spiega l'uso durante la cerimonie nuziali. Gli si assegna anche un significato di "unione" con la sposa (che pure si veste di bianco) e l'inizio di una nuova vita insieme. Un'altra ragione è che il kittel non ha tasche, per dimostrare che la coppia si sposa per amore e non per ciò che possiede.